# ひたちなか市立勝田第三中学校
ひたちなか市立勝田第三中学校（ひたちなかしりつかつただいさんちゅうがっこう）は、茨城県ひたちなか市馬渡にあるひたちなか市立中学校。略称は「勝田三中」（かつたさんちゅう）部活動の大会などでは「勝田第三」（かつただいさん）が主。

## 沿革

### 経緯
ひたちなか市立勝田第三中学校は、那珂郡前渡村前渡中学校として1947年（昭和22年）4月15日に創立した。1954年（昭和29年）3月30日に前渡村が勝田町に編入されたことにより、同日付で勝田町立勝田第三中学校に改称した。さらに1954年（昭和29年）11月1日に勝田町が市制施行により勝田市となったことを受け、同日付で勝田市立勝田第三中学校となった。1966年（昭和41年）2月15日に新校舎竣工式を迎え、この日を創立記念日とし、勝田市立勝田第三中学校に改称した。1994年（平成6年）11月1日に勝田市と那珂湊市が合併してひたちなか市が発足したことを受け同日付でひたちなか市立勝田第三中学校に改称した。

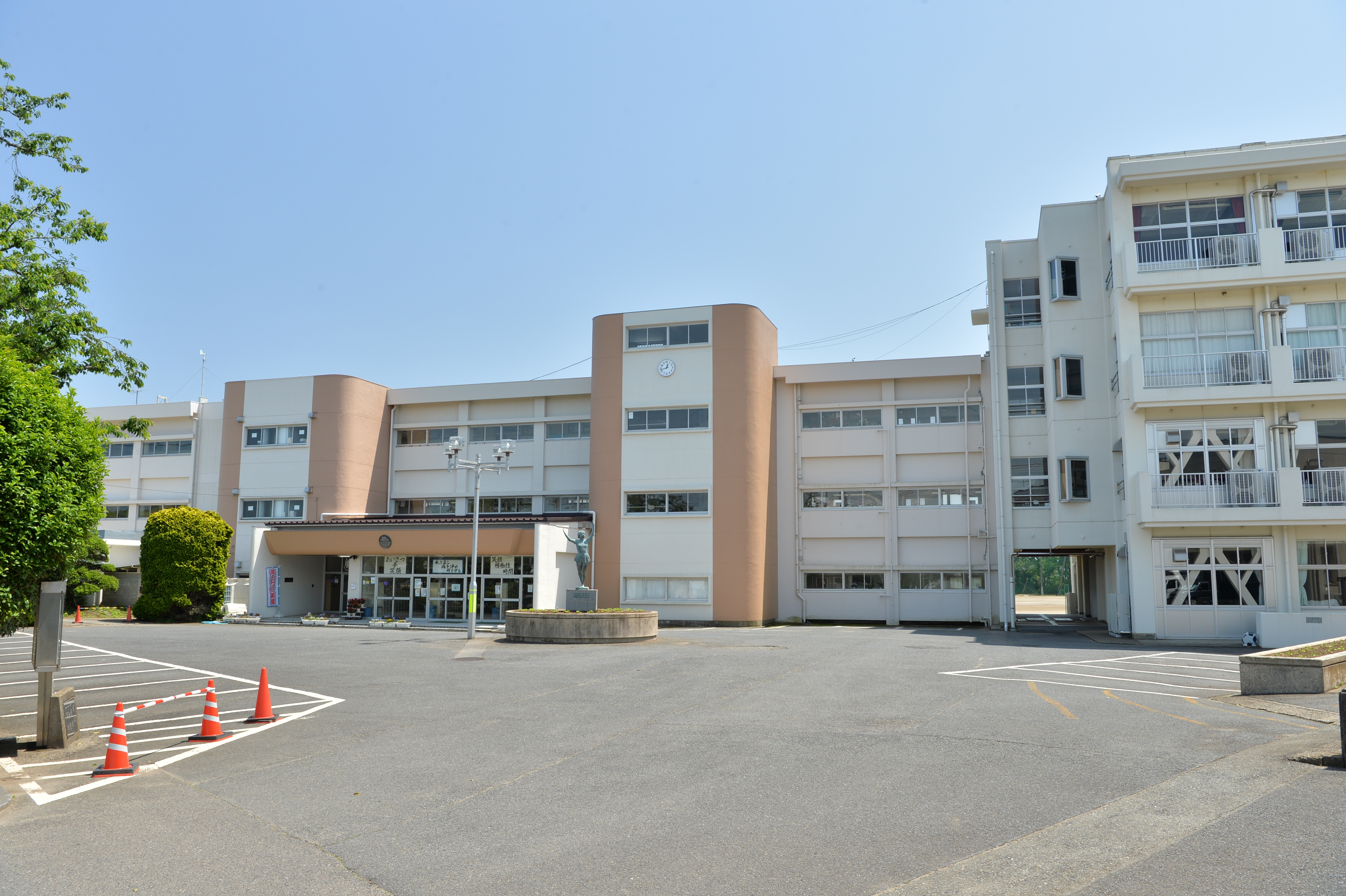
ひたちなか市立勝田第三中学校の校舎（昇降口）

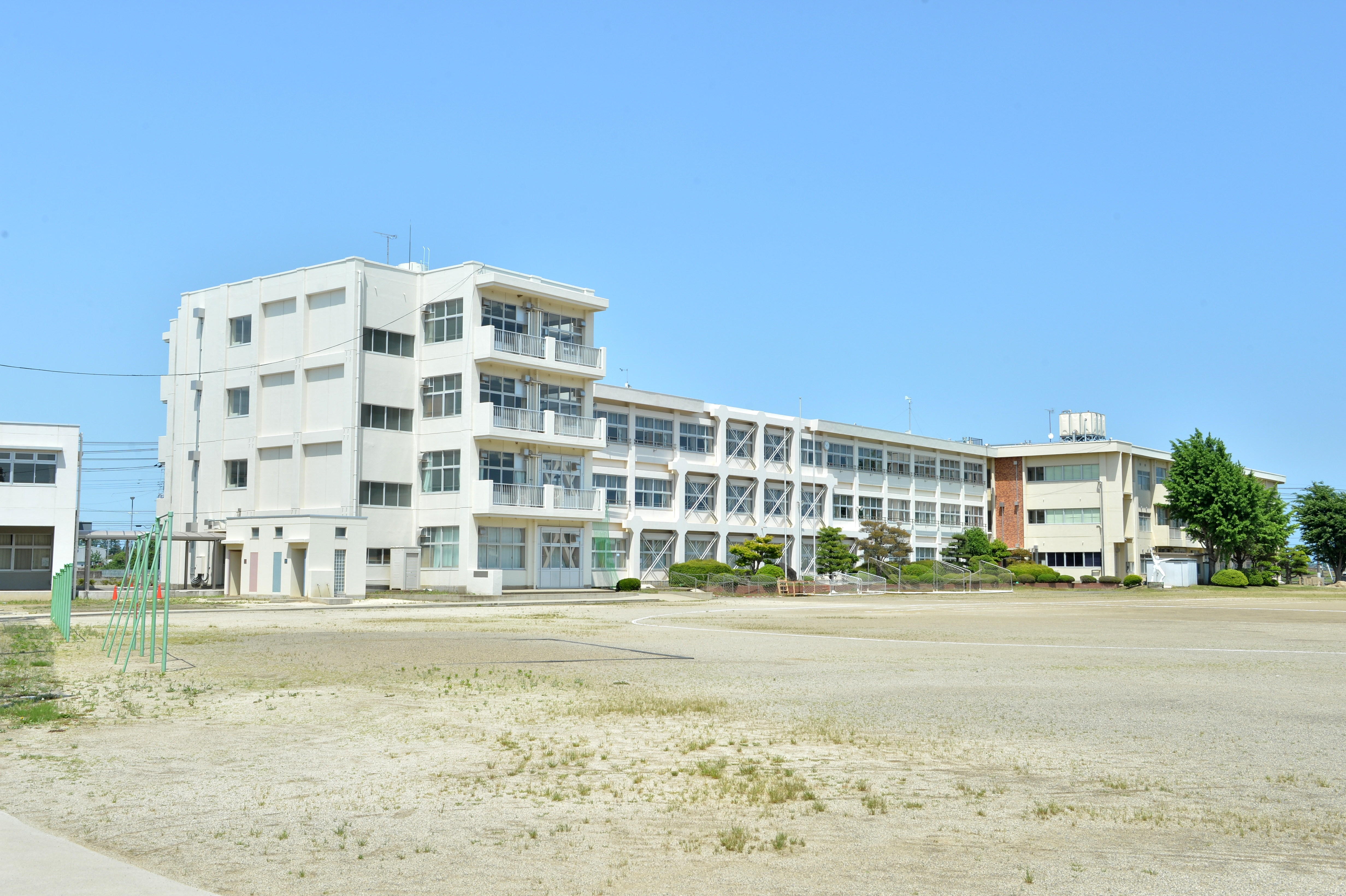
ひたちなか市立勝田第三中学校の校舎（グラウンド）

### 年表
- 1947年（昭和22年）4月15日 - 那珂郡前渡村前渡中学校として創立した。
- 1954年（昭和29年）3月30日 - 勝田町立勝田第三中学校に改称した。
- 1966年（昭和41年）2月15日 - 新校舎竣工式を迎え、この日を創立記念日とし、勝田市立勝田第三中学校に改称した。
- 1994年（平成6年）11月01日 - ひたちなか市立勝田第三中学校に改称した。
- 1997年（平成9年）11月30日 - 創立50周年記念式典を挙行した。

## 教育方針
令和6年度 ひたちなか市立勝田第三中学校グランドデザインより
教育目標
豊かな心をもち、たくましく生きる生徒の育成
学校教育目標
魅力ある学校づくりの推進（探求的な学びを通した学力向上）

## 学校行事
令和6年度年間行事予定表より
- 4月
  - 新任式・始業式
  - 入学式
  - 新入生歓迎会
  - 3年全国学力・学習状況調査
- 5月
  - 生徒総会
- 6月
  - 3年修学旅行
  - 市総体選手壮行会
  - 市総体
  - 7月
  - 中央総体
  - 県総体

- 9月
  - 市新人大会選手壮行会
  - 市新人大会
  - 生徒会役員選挙
- 10月
  - 中央新人
  - 生徒集会
  - 体育祭
  - 県新人
- 11月
  - 合唱祭
  - 茨城県民の日（13日）
  - 小学校6年対象学校公開日

- 1月
  - 1・2年学力診断テスト
  - 新入生保護者説明会
- 2月
  - 1年スキー宿泊
  - 創立記念日（15日）
  - 県立高校学力検査
- 3月
  - 卒業証書授与式
  - 修了式
  - 離任式

## 部活動
（出典：）

### 運動部
- 陸上部
- 野球部
- サッカー部
- 男子バスケットボール部
- 女子バスケットボール部
- ソフトボール部
- 男子バレーボール部
- 女子バレーボール部
- ソフトテニス部
- 男女卓球部

### 文化部
- 吹奏楽部（東日本学校吹奏楽大会、金賞2回受賞[4][5]、第20回日本管楽合奏コンテスト出場[6]）
- 美術部

## 制服
- 男子　
  - 冬服は標準的な学生服上下である。
  - 夏服はカッターシャツ、スラックスである。
- 女子　
  - 冬服はセーラー服上下である。
  - 夏服はブラウス、吊りスカートである。

## 進学前小学校
- ひたちなか市立前渡小学校
- ひたちなか市立高野小学校

## 関係者

### 出身者
- 黒沢かずこ（森三中） - お笑い芸人